# Bérig-Vintrange
Bérig-Vintrange és un municipi francès, situat al departament del Mosel·la i a la regió del Gran Est. L'any 2007 tenia 232 habitants.

## Demografia

### Població
El 2007 la població de fet de Bérig-Vintrange era de 232 persones. Hi havia 93 famílies, de les quals 21 eren unipersonals (5 homes vivint sols i 16 dones vivint soles), 36 parelles sense fills, 32 parelles amb fills i 4 famílies monoparentals amb fills.
La població ha evolucionat segons el següent gràfic:
Habitants censats

### Habitatges
El 2007 hi havia 106 habitatges, 92 eren l'habitatge principal de la família, 5 eren segones residències i 10 estaven desocupats. 101 eren cases i 5 eren apartaments. Dels 92 habitatges principals, 80 estaven ocupats pels seus propietaris, 11 estaven llogats i ocupats pels llogaters i 1 estava cedit a títol gratuït; 1 tenia una cambra, 1 en tenia dues, 10 en tenien tres, 15 en tenien quatre i 65 en tenien cinc o més. 89 habitatges disposaven pel capbaix d'una plaça de pàrquing. A 42 habitatges hi havia un automòbil i a 42 n'hi havia dos o més.

### Piràmide de població
La piràmide de població per edats i sexe el 2009 era:
| Homes | Edats   | Dones |
| ----- | ------- | ----- |
| 0     | 95 o +  | 0     |
| 0     | 90 a 94 | 0     |
| 0     | 85 a 89 | 4     |
| 0     | 80 a 84 | 0     |
| 8     | 75 a 79 | 8     |
| 4     | 70 a 74 | 8     |
| 12    | 65 a 69 | 8     |
| 4     | 60 a 64 | 16    |
| 4     | 55 a 59 | 8     |
| 12    | 50 a 54 | 12    |
| 12    | 45 a 49 | 8     |
| 8     | 40 a 44 | 4     |
| 0     | 35 a 39 | 8     |
| 12    | 30 a 34 | 4     |
| 0     | 25 a 29 | 4     |
| 8     | 20 a 24 | 4     |
| 4     | 15 a 19 | 8     |
| 8     | 10 a 14 | 4     |
| 0     | 5 a 9   | 4     |
| 0     | 0 a 4   | 0     |

## Economia
El 2007 la població en edat de treballar era de 154 persones, 104 eren actives i 50 eren inactives. De les 104 persones actives 93 estaven ocupades (55 homes i 38 dones) i 12 estaven aturades (5 homes i 7 dones). De les 50 persones inactives 17 estaven jubilades, 12 estaven estudiant i 21 estaven classificades com a «altres inactius».

### Ingressos
El 2009 a Bérig-Vintrange hi havia 88 unitats fiscals que integraven 219 persones, la mediana anual d'ingressos fiscals per persona era de 17.300 €.

### Activitats econòmiques
Dels 5 establiments que hi havia el 2007, 1 era d'una empresa de construcció, 2 d'empreses de comerç i reparació d'automòbils i 2 d'empreses immobiliàries.
Dels 3 establiments de servei als particulars que hi havia el 2009, 1 era un taller de reparació d'automòbils i de material agrícola, 1 electricista i 1 agència immobiliària.
L'any 2000 a Bérig-Vintrange hi havia 11 explotacions agrícoles que ocupaven un total de 556 hectàrees.

## Poblacions més properes
El següent diagrama mostra les poblacions més properes.